# Acacia idiomorpha
Acacia idiomorpha é uma espécie de leguminosa do gênero Acacia, pertencente à família Fabaceae.